# Pentax 67II
Pentax 67 II — среднеформатный системный неавтофокусный однообъективный зеркальный фотоаппарат. Рассчитан на роликовую плёнку типа 120 или плёнку типа 220. Производился с сентября 1998 года, заменив собой модель Pentax 67, выпускавшуюся с 1990 года. С производства снят.

## Общие сведения
Компоновка камеры максимально близка к традиционным малоформатным SLR камерам. Таковы механизмы перевод кадра и подъёма быстровозвращаемого зеркала, и расположение органов управления камерой. Аналогичен взвод затвора производятся курком под большой палец правой руки. Камера ориентирована как на плёнку типа 120 (помещается 10 кадров) так и на 220 (помещается 21 кадр). Переключение между типами плёнки достигается сдвигом прижимного столика.
Зеркало оборудовано устройством предварительного подъёма. Температурный диапазон камеры −10 °C — +50 °C. Возможна съёмка до −20 °C, однако, при этом может наблюдаться нестабильность отработки выдержек длительностью 1/1000 сек и 1/500 сек., так как при таких температурах теряется эластичность шторок затвора.
К недостаткам камеры можно отнести отсутствие сменных задников.
За восемь лет эксплуатации камер Pentax 67 пользователи накопили набор пожеланий, который был практически полностью реализован в Pentax 67 II. Несмотря на все изменения камера не утратила в целом совместимость с системой 67.

## Основные отличия от камеры-предшественницыPentax 67
- Автоматический режим приоритета диафрагмы.
- Шестисегментный экспозамер с возможностью переключения в центрально-взвешенный и точечный[1].
- Возможность введения экспопоправок ±3 EV с шагом в 1/3 EV.
- Экспопамять.
- Простая смена фокусировочных экранов. В случае с моделью Pentax 67 производитель предполагал обращение в сервисный центр для подобной замены.
- 8 новых более светлых фокусировочных экранов.
- Мультиэкспозиция.
- Экономный расход источников питания при длительных выдержках.
- Крупный внешний ЖКИ дисплей.
- Информационный дисплей в видоискателе[1]
- Встроенный TTL-датчик и, как следствие, возможность управления TTL-вспышками.
- 12-секундный электронный таймер задержки спуска затвора с возможностью отмены после запуска. Звуковой сигнал при работе.
- Внешний вид и эргономика камеры.
- На плёнку типа 220 помещается 21 кадр вместо 20.
- Усовершенствованный механизм протяжки плёнки.
- Пара литиевых элемента питания типа CR 123A вместо шестивольтовых щелочных или серебряно-окисных батарей. Такая замена поспособствовала расширению температурного диапазона применения камеры без выносного батарейного контейнера. Кроме того, такие элементы дольше служат без замены: ≈5000 кадров.[5].
- Диоптрийная коррекция (от −2.5 до +1.5D).
- Окулярная шторка.
- Диапазон ISO 6-6400 (вместо 12-3200).
- Расширен диапазон длинных автоматических выдержек до 4 сек.

## Совместимость

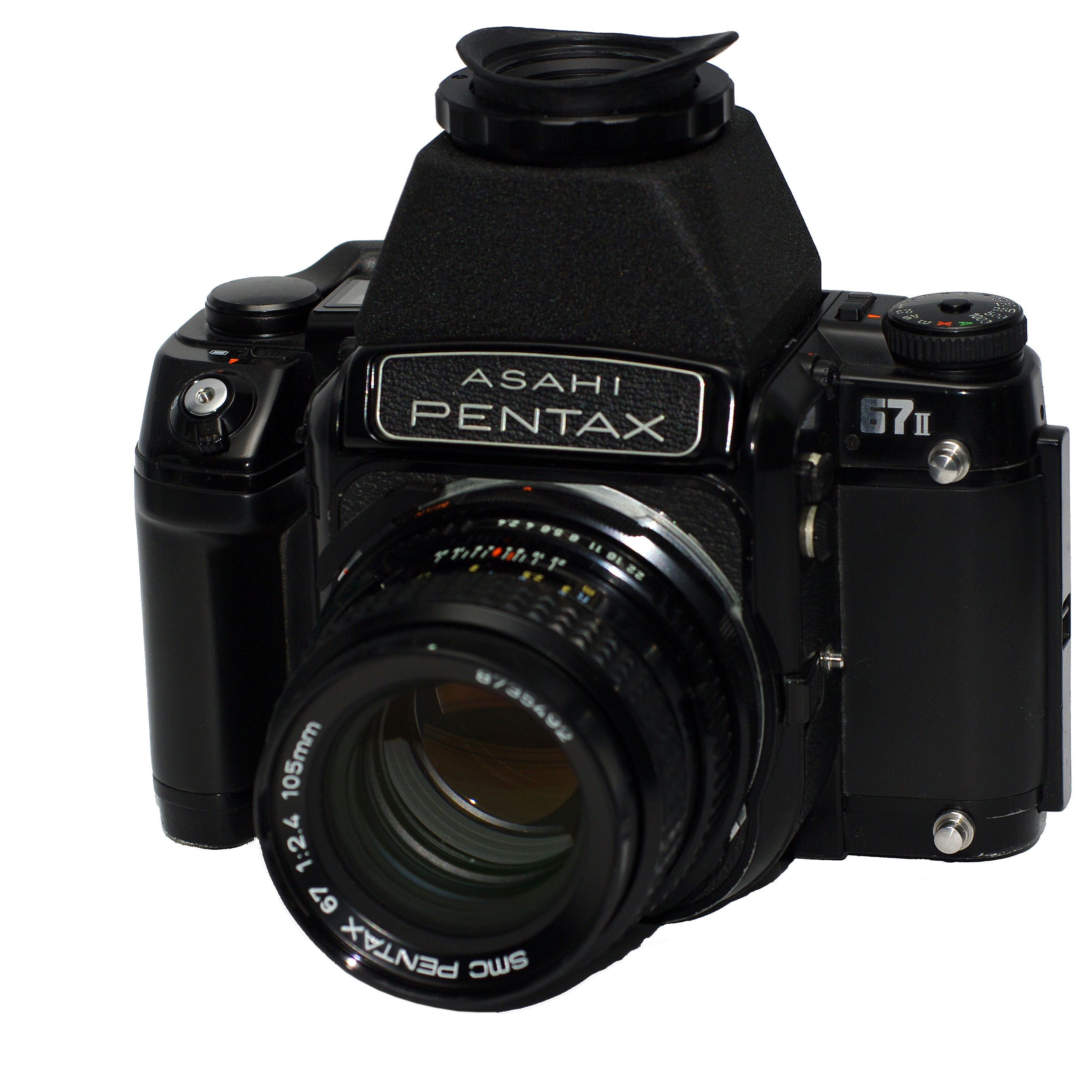
Pentax 67 II с жёсткой шахтой и SMC Pentax 67 105/2,4

При использовании камеры Pentax 67 II, из системы 67 невозможным стало использование:
- Старой TTL-пентапризмы.
- Меха 67 Auto Bellows set[6].
- Всего набора диоптрийных линз.
- Всех фокусировочных экранов.
- Кабеля внешнего питания 67 battery cord.

## Asahi Pentax 67II 61 Limited
В 2003 году выпускалась ограниченная партия камер для внутреннего японского рынка с обозначением «67 Limited». Отличительные особенности — корпус окрашенный в цвет императорского семейного поезда «EF58 61».